# Metopius seyrigi
Metopius seyrigi là một loài tò vò trong họ Ichneumonidae.